# Clessé (Deux-Sèvres)
Pour les articles homonymes, voir Clessé.
Clessé  (en poitevin Cllessé) est une commune du Centre-Ouest de la France située dans le département des Deux-Sèvres, en région Nouvelle-Aquitaine.

## Géographie
La commune est située dans le Pays de Gatine à égale distance de Bressuire et de Parthenay. La municipalité de Clessé compte également la commune limitrophe de Laubreçais.

### Voies de communication et transports
Depuis le 1er septembre 2020, Clessé est desservie par la ligne 108 du réseau Tréma à destination de Bressuire.

### Climat
Le climat qui caractérise la commune est qualifié, en 2010, de « climat océanique altéré », selon la typologie des climats de la France qui compte alors huit grands types de climats en métropole. En 2020, la commune ressort du même type de climat dans la classification établie par Météo-France, qui ne compte désormais, en première approche, que cinq grands types de climats en métropole. Il s’agit d’une zone de transition entre le climat océanique, le climat de montagne et le climat semi-continental. Les écarts de température entre hiver et été augmentent avec l'éloignement de la mer. La pluviométrie est plus faible qu'en bord de mer, sauf aux abords des reliefs.
Les paramètres climatiques qui ont permis d’établir la typologie de 2010 comportent six variables pour les températures et huit pour les précipitations, dont les valeurs correspondent à la normale 1971-2000. Les sept principales variables caractérisant la commune sont présentées dans l'encadré ci-après.
| Paramètres climatiques communaux sur la période 1971-2000 - Moyenne annuelle de température : 11,1 °C - Nombre de jours avec une température inférieure à −5 °C : 2,4 j - Nombre de jours avec une température supérieure à 30 °C : 3,8 j - Amplitude thermique annuelle : 14,6 °C - Cumuls annuels de précipitation : 929 mm - Nombre de jours de précipitation en janvier : 12,6 j - Nombre de jours de précipitation en juillet : 7,2 j |

Avec le changement climatique, ces variables ont évolué. Une étude réalisée en 2014 par la Direction générale de l'Énergie et du Climat complétée par des études régionales prévoit en effet que la  température moyenne devrait croître et la pluviométrie moyenne baisser, avec toutefois de fortes variations régionales. La station météorologique de Météo-France installée sur la commune et en service de 1978 à 2011 permet de connaître l'évolution des indicateurs météorologiques. Le tableau détaillé pour la période 1981-2010 est présenté ci-après.
| Mois                                  | jan.             | fév.            | mars         | avril         | mai           | juin         | jui.        | août         | sep.         | oct.          | nov.            | déc.           | année      |
| ------------------------------------- | ---------------- | --------------- | ------------ | ------------- | ------------- | ------------ | ----------- | ------------ | ------------ | ------------- | --------------- | -------------- | ---------- |
| Température minimale moyenne (°C)     | 1,5              | 1,5             | 3,4          | 5             | 8,6           | 11,5         | 13,5        | 13,4         | 10,8         | 8,6           | 4,5             | 2              | 7,1        |
| Température moyenne (°C)              | 4,4              | 5               | 7,7          | 9,8           | 13,7          | 17,1         | 19,3        | 19,2         | 16,2         | 12,5          | 7,7             | 4,9            | 11,5       |
| Température maximale moyenne (°C)     | 7,3              | 8,5             | 12           | 14,7          | 18,8          | 22,8         | 25,1        | 25,1         | 21,6         | 16,5          | 10,9            | 7,7            | 16         |
| Record de froid (°C) date du record   | −15,5 17.01.1985 | −11 10.02.1986  | −11 01.03.05 | −4 04.04.1996 | −1 03.05.1979 | 3 05.06.1989 | 6 12.07.00  | 5 31.08.1986 | 1,5 25.09.02 | −3 30.10.1997 | −8 22.11.1993   | −11 30.12.1996 | −15,5 1985 |
| Record de chaleur (°C) date du record | 17 27.01.03      | 20,5 15.02.1998 | 23 19.03.05  | 28 30.04.05   | 32,5 29.05.01 | 37 22.06.05  | 38 18.07.06 | 39 09.08.03  | 33 03.09.05  | 30 02.10.11   | 19,8 02.11.1982 | 18 15.12.1998  | 39 2003    |
| Précipitations (mm)                   | 84,9             | 60,6            | 57,9         | 65            | 62            | 44,8         | 51,9        | 41,1         | 63,2         | 93,9          | 84,1            | 90,5           | 799,9      |

## Urbanisme

### Typologie
Au 1er janvier 2024, Clessé est catégorisée commune rurale à habitat dispersé, selon la nouvelle grille communale de densité à sept niveaux définie par l'Insee en 2022.
Elle est située hors unité urbaine. Par ailleurs la commune fait partie de l'aire d'attraction de Bressuire, dont elle est une commune de la couronne,. Cette aire, qui regroupe 19 communes, est catégorisée dans les aires de moins de 50 000 habitants,.

### Occupation des sols
L'occupation des sols de la commune, telle qu'elle ressort de la base de données européenne d’occupation biophysique des sols Corine Land Cover (CLC), est marquée par l'importance des territoires agricoles (92,8 % en 2018), en diminution par rapport à 1990 (95,2 %). La répartition détaillée en 2018 est la suivante : zones agricoles hétérogènes (36,5 %), terres arables (35,5 %), prairies (20,9 %), forêts (3,6 %), mines, décharges et chantiers (2 %), zones urbanisées (1,6 %). L'évolution de l'occupation des sols de la commune et de ses infrastructures peut être observée sur les différentes représentations cartographiques du territoire : la carte de Cassini (XVIIIe siècle), la carte d'état-major (1820-1866) et les cartes ou photos aériennes de l'IGN pour la période actuelle (1950 à aujourd'hui).

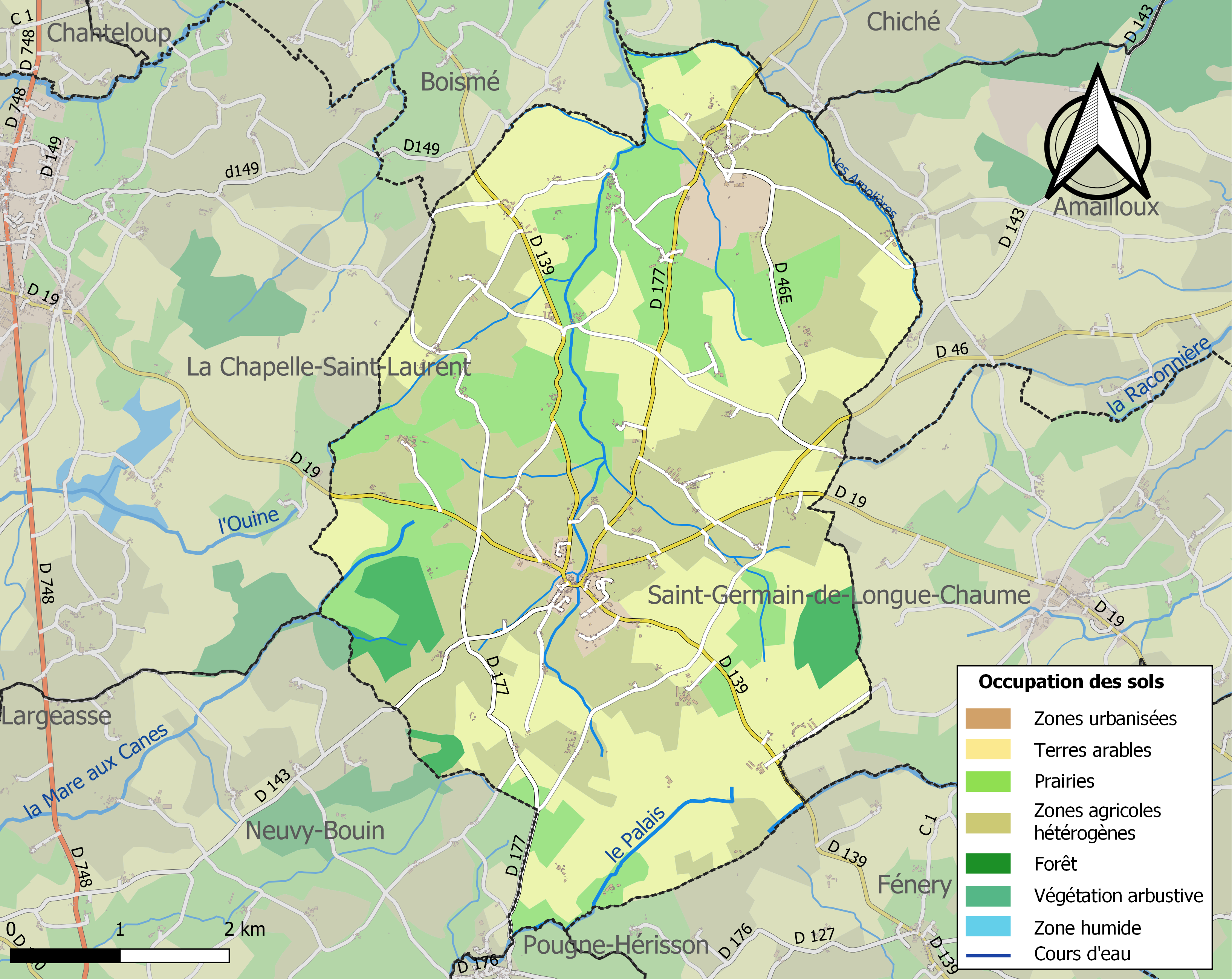
Carte des infrastructures et de l'occupation des sols de la commune en 2018 (CLC).

### Risques majeurs
Le territoire de la commune de Clessé est vulnérable à différents aléas naturels : météorologiques (tempête, orage, neige, grand froid, canicule ou sécheresse), mouvements de terrains et séisme (sismicité modérée). Il est également exposé à un risque particulier : le risque de radon. Un site publié par le BRGM permet d'évaluer simplement et rapidement les risques d'un bien localisé soit par son adresse soit par le numéro de sa parcelle.

#### Risques naturels

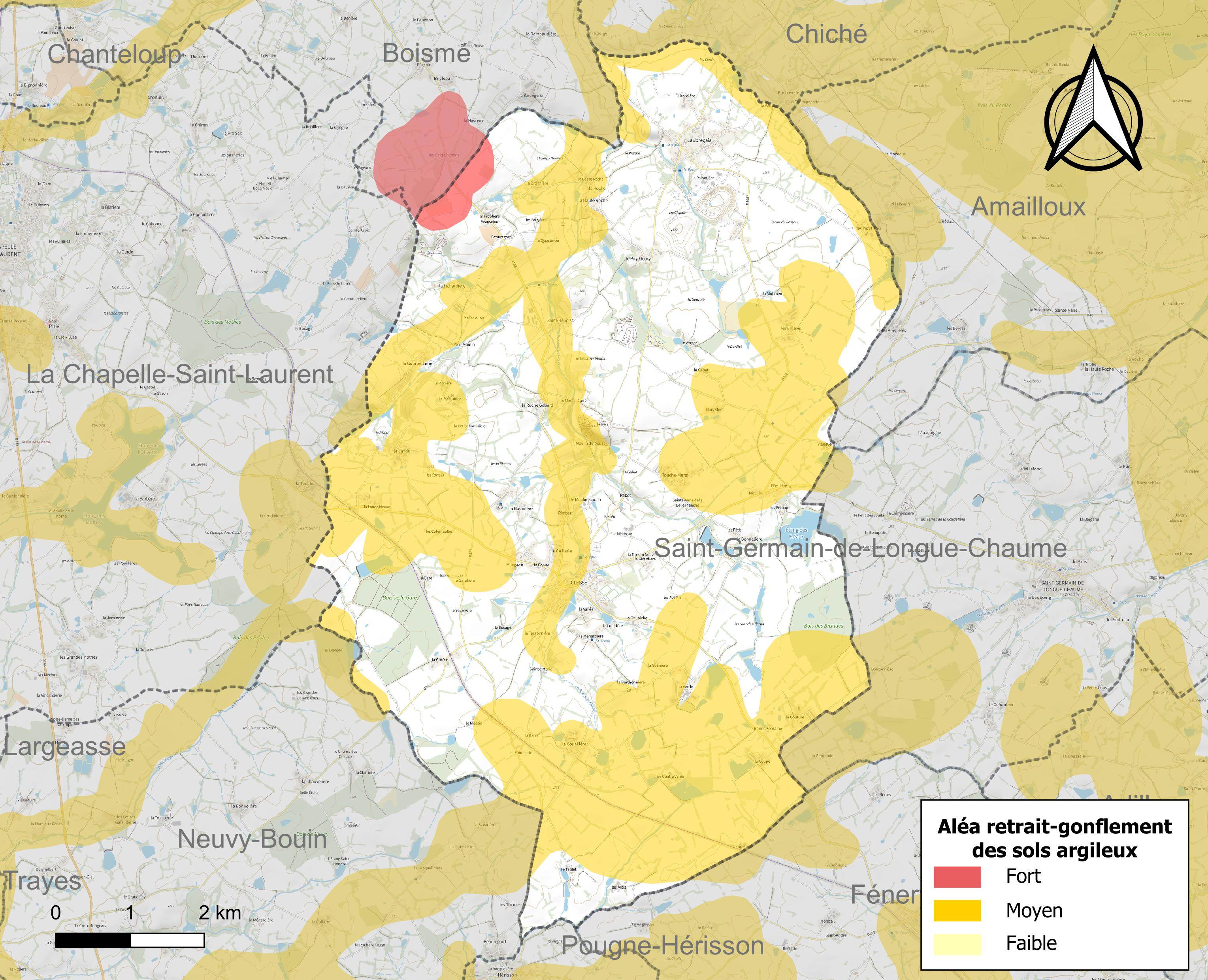
Carte des zones d'aléa retrait-gonflement des sols argileux de Clessé.

Les mouvements de terrains susceptibles de se produire sur la commune sont des tassements différentiels. Le retrait-gonflement des sols argileux est susceptible d'engendrer des dommages importants aux bâtiments en cas d'alternance de périodes de sécheresse et de pluie. 47,5 % de la superficie communale est en aléa moyen ou fort (54,9 % au niveau départemental et 48,5 % au niveau national). Depuis le 1er octobre 2020, en application de la loi ELAN, différentes contraintes s'imposent aux vendeurs, maîtres d'ouvrages ou constructeurs de biens situés dans une zone classée en aléa moyen ou fort,.
La commune a été reconnue en état de catastrophe naturelle au titre des dommages causés par les inondations et coulées de boue survenues en 1982, 1983, 1999 et 2010, par la sécheresse en 2005 et par des mouvements de terrain en 1999 et 2010.

#### Risque particulier
Dans plusieurs parties du territoire national, le radon, accumulé dans certains logements ou autres locaux, peut constituer une source significative d'exposition de la population aux rayonnements ionisants. Selon la classification de 2018, la commune de Clessé est classée en zone 3, à savoir zone à potentiel radon significatif.

## Toponymie
Le nom de Clessé est apparu en 1276. Le village a également été appelé Claysset, Clessay ou encore St Hilaire de Clessé. Une origine possible est *Classiacum, formé de Classius, nom d'homme romain, suivi du suffixe gaulois -acos, ce qui signifierait « Terre de Classius ».

## Politique et administration

### Liste des maires
Le conseil municipal de Clessé compte quinze membres dont le maire et les quatre adjoints au maire.

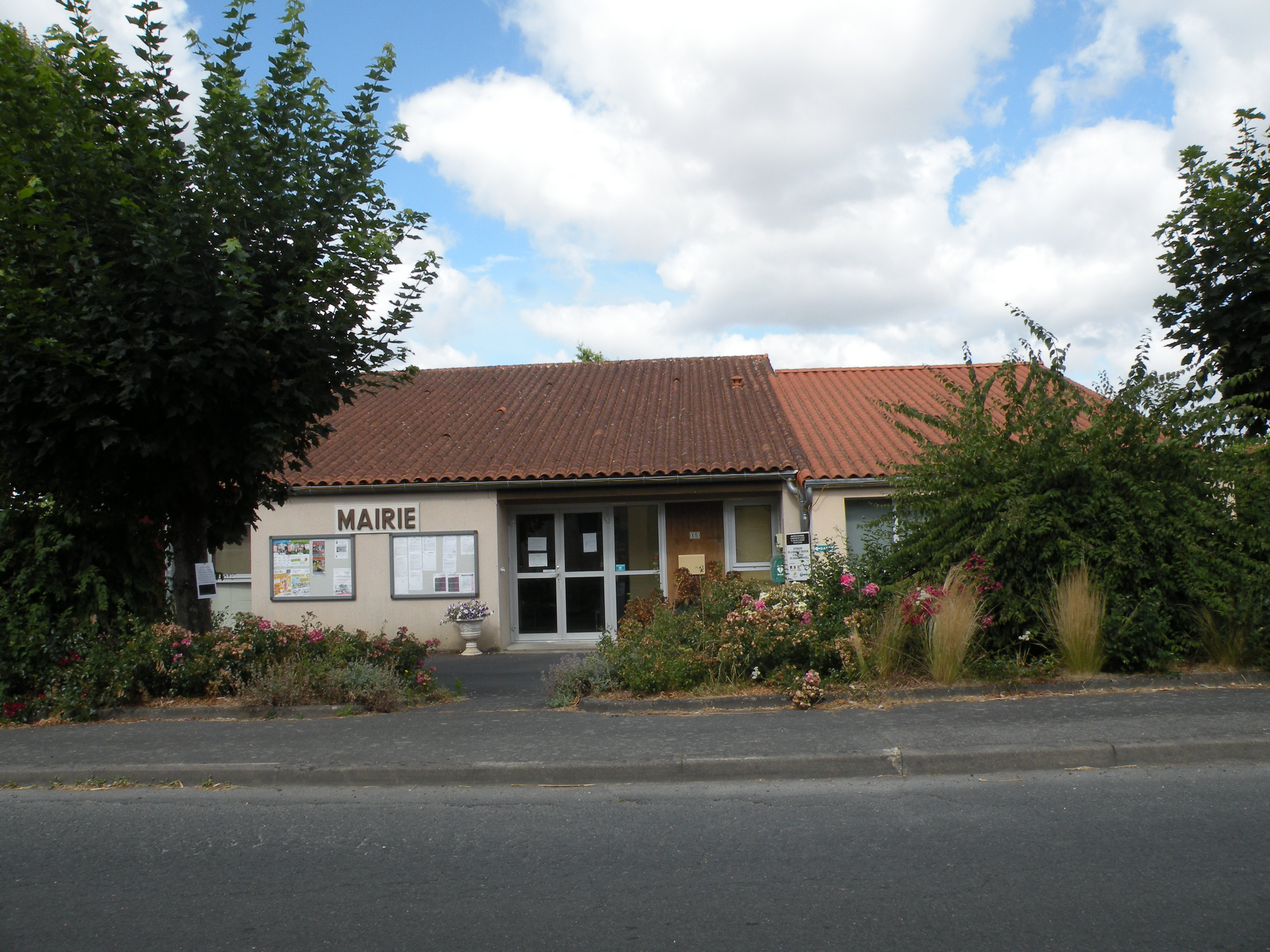
La mairie.

| Période   | Période | Identité          | Étiquette | Qualité |
| --------- | ------- | ----------------- | --------- | ------- |
| mars 2008 |         | Joël David        |           |         |
| mars 2014 |         | Louis-Marie Birot |           |         |
| mai 2020  |         | Christine Soulard |           |         |

### Politique environnementale
Dans son palmarès 2024, le Conseil national de villes et villages fleuris de France a attribué deux fleurs à la commune.

## Population et société

### Démographie
À partir du XXIe siècle, les recensements réels des communes de moins de 10 000 habitants ont lieu tous les cinq ans. Pour Clessé, cela correspond à 2006, 2011, 2016, etc. Les autres dates de « recensements » (2009, etc.) sont des estimations légales.
| 1793 | 1800 | 1806 | 1821 | 1831 | 1836 | 1841 | 1846 | 1851 |
| ---- | ---- | ---- | ---- | ---- | ---- | ---- | ---- | ---- |
| 750  | 458  | 679  | 680  | 834  | 791  | 789  | 875  | 875  |

| 1856 | 1861 | 1866  | 1872  | 1876  | 1881  | 1886  | 1891  | 1896  |
| ---- | ---- | ----- | ----- | ----- | ----- | ----- | ----- | ----- |
| 941  | 914  | 1 056 | 1 108 | 1 133 | 1 286 | 1 295 | 1 364 | 1 370 |

| 1901  | 1906  | 1911  | 1921  | 1926  | 1931  | 1936  | 1946  | 1954  |
| ----- | ----- | ----- | ----- | ----- | ----- | ----- | ----- | ----- |
| 1 368 | 1 327 | 1 374 | 1 266 | 1 163 | 1 190 | 1 215 | 1 216 | 1 116 |

| 1962  | 1968  | 1975  | 1982 | 1990 | 1999 | 2006 | 2011 | 2016 |
| ----- | ----- | ----- | ---- | ---- | ---- | ---- | ---- | ---- |
| 1 188 | 1 173 | 1 103 | 991  | 924  | 891  | 905  | 940  | 954  |

| 2021 | 2022 | - | - | - | - | - | - | - |
| ---- | ---- | - | - | - | - | - | - | - |
| 934  | 925  | - | - | - | - | - | - | - |

### Santé
Un cabinet médical se trouve sur la place du Général de Gaulle de la commune.
La 'Pharmacie de la Chapelle' est à 10 minutes de route à La Chapelle Saint-Laurent.
Les hôpitaux les plus proches sont ceux de Bressuire et de Parthenay.

### Enseignement
L'école Violine est l'établissement primaire accueillant les enfants de la commune. Cette école accueille une centaine d'enfants dans 4 classes.
La commune de Clessé est rattachée pour les établissements secondaires à Moncoutant, pour le collège, et à la ville de Bressuire pour le lycée.

### Vie associative
La commune comprend plusieurs associations sportives et bénévoles :
- L'Amicale des Donneurs de Sang, associant les donneurs de Clessé, St Germain, Fénéry et Adilly pour organiser les collectes.
- L'APE Violine, Association des Parents d'Eleve
- Club de l'Amitié, club des seniors de plus de 60 ans.
- Les Cyclo Randonneurs Clesséens
- L'Entente Sportive Clessé Boismé, club de football des deux communes
- Gym volontaire de Clessé, club de gymnastique féminine
- Pieds au Plancher, club de théâtre

### Sports
- Club de l'Amitié, club des seniors de plus de 60 ans.
- Les Cyclo Randonneurs Clesséens
- L'Entente Sportive Clessé Boismé, club de football des deux communes
- Gym volontaire de Clessé, club de gymnastique féminine

## Économie[20]

### Entreprises et commerces
La commune de Clessé compte sur sa commune 15 artisans (automobile, maçonnerie, faïence, peinture, plomberie, menuiserie, coiffure), 4 commerces (boulangerie, épicerie, jouets et produits naturels) et 6 entreprises.

### Exploitations agricoles et producteurs locaux
On peut dénombrer sur le territoire de Clessé 30 sièges d'exploitations agricoles : 25 éleveurs (bovins, ovins, caprins, porcins et volaillers) et 5 cultivateurs (vergers, maraichers).
On compte également 6 producteurs locaux : brasserie, fromager, producteurs de jus de fruits, charcuterie et légumes bio.

## Culture locale et patrimoine

### Lieux et monuments

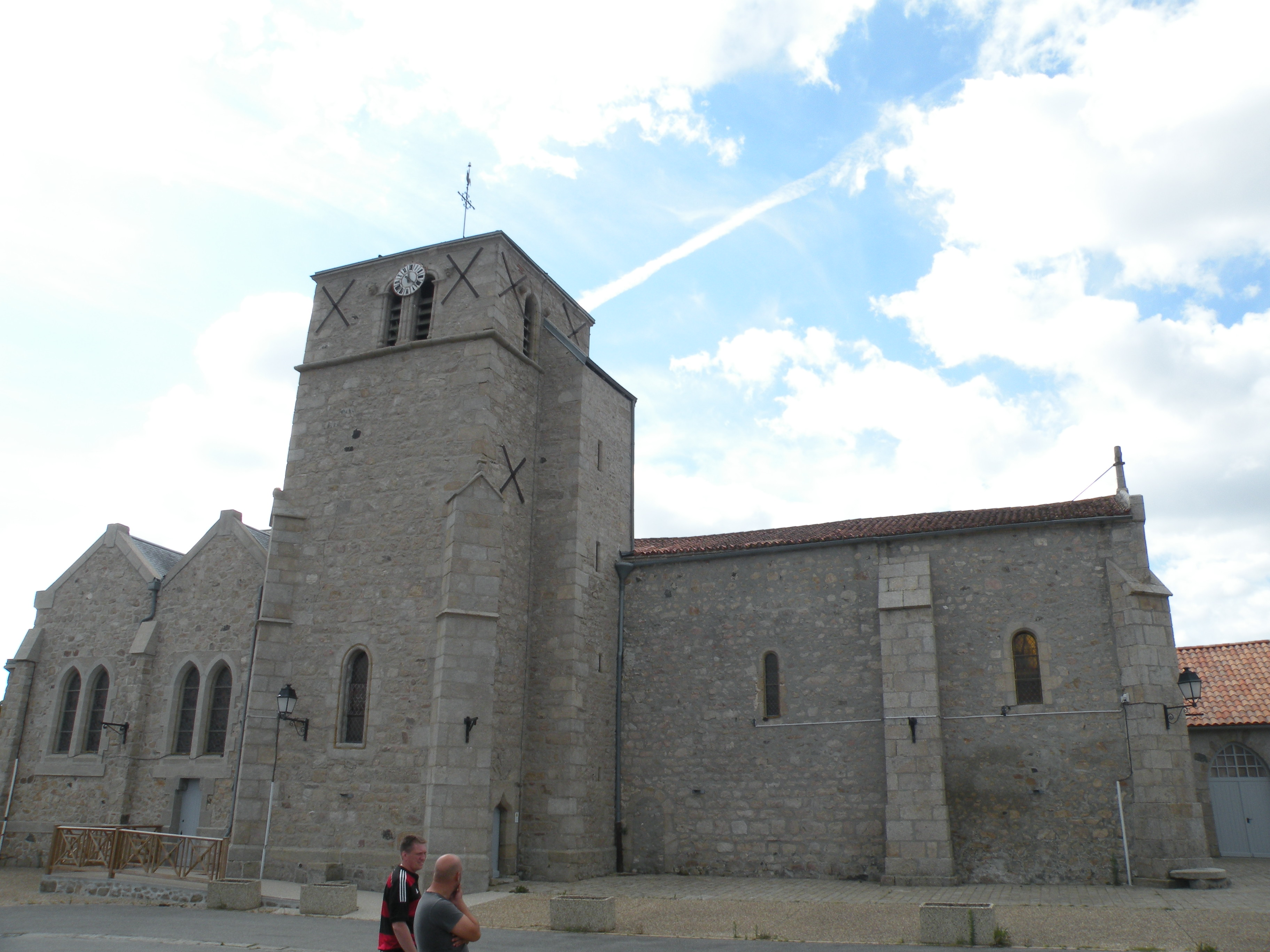
L'église Saint-Hilaire.

Le territoire de Clessé comprend plusieurs monuments situés au sein de la commune ainsi que dans ses campagnes :
- L'église Saint-Hilaire. Monument roman premièrement construit vers les XIe – XIIe siècles, elle a été agrandie au fil des ans, notamment avec l'ajout du clocher au cours du XIVe siècle. Son nom vient de son Saint Patron, Hilaire de Poitiers, protecteur des récoltes.
- La Fortinière. Domaine du XIIIe siècle comportant un manoir construit en 1577.
- La Chapelle St Amboise. Construite au XVIIe siècle, cette chapelle se trouve sur la route de Boismé. Sa construction étant sujette à légendes, elle a notamment été le lieu de messe secrètement tenues par des prêtres ayant refusé de prêter serment à la Constitution Civile du Clergé lors de la Révolution.
- Les ruines de Villegué. Ruines d'une 'maison forte' du XVe siècle dont il reste le colombier et le donjon.
- Le Gué du Prizard. Petit gué situé sur la commune de Laubreçais, construit par les Gaulois.
- Les moulins de St Benoist. Clessé comptaient au XIXe siècle encore 11 moulins. Le 'Moulin Carré', situé sur la route de Boismé est restauré et visitable notamment lors de la fête du pain, à l'occasion de laquelle il est remis en service.
- Calvaire du Peu. Inauguré en 1933, il a été construit sur un moulin à vent. C’est un monument de 16 m de haut avec une croix de 8 m.
- Les Freaux. Manoir du XIVe siècle, les 'Frous' doit sans doute son nom a une terre peu arrable, 'frou' voulant dire jachère, friche en vieux français. Le domaine comportait à l'origine un étang, un moulin et une métairie appartenant à l'abbaye de L'Absie. Aujourd'hui, le logis est devenu un gîte accueillant les visiteurs de la région.

### Personnalités liées à la commune
- Ulysse Texier de La Caillerie, né en 1885 à Clessé, inventeur d'un véhicule amphibie.
- Élisabeth Morin-Chartier, députée européenne[27].